# Forma półtoraliniowa
Forma półtoraliniowa (funkcjonał półtoraliniowy) – funkcja o dwóch argumentach z zespolonej przestrzeni liniowej w ciało jej skalarów, która jest liniowa ze względu na jeden parametr i antyliniowa ze względu na drugi.

## Definicja
Niech {\displaystyle V} będzie przestrzenią liniową nad ciałem liczb zespolonych {\displaystyle \mathbb {C} .} Przekształcenie {\displaystyle S\colon V\times V\to \mathbb {C} } nazywa się formą półtoraliniową albo funkcjonałem półtoraliniowym na {\displaystyle V,} jeżeli jest:
- liniowe ze względu na pierwszą zmienną, tzn. addytywne i jednorodne względem pierwszego argumentu,
{\displaystyle S(\mathbf {x} +\mathbf {y} ,\mathbf {z} )=S(\mathbf {x} ,\mathbf {z} )+S(\mathbf {y} ,\mathbf {z} )} oraz {\displaystyle S(c\mathbf {x} ,\mathbf {y} )=cS(\mathbf {x} ,\mathbf {y} ),}
- antyliniowe ze względu na drugą ze zmiennych, tzn. addytywne i sprzężenie jednorodne względem drugiej współrzędnej,
{\displaystyle S(\mathbf {x} ,\mathbf {y} +\mathbf {z} )=S(\mathbf {x} ,\mathbf {y} )+S(\mathbf {x} ,\mathbf {z} )} oraz {\displaystyle S(\mathbf {x} ,c\mathbf {y} )={\overline {c}}S(\mathbf {x} ,\mathbf {y} ).}

Przyjmuje się również definicje (szczególnie w fizyce), w których to pierwszy argument jest antyliniowy, a drugi liniowy; jeśli {\displaystyle V} jest rzeczywistą przestrzenią liniową, to forma półtoraliniowa staje się formą dwuliniową.